# Coccycua cinerea
Coccycua cinerea е вид птица от семейство Cuculidae.

## Разпространение
Видът е разпространен в Аржентина, Боливия, Бразилия, Колумбия, Парагвай, Перу и Уругвай.